# Cassia Riley
Cassia Riley (Los Ángeles, California; 27 de octubre de 1980) es una actriz pornográfica y modelo erótica estadounidense retirada. Fue Pet of the Month de la revista Penthouse en abril de 2005.

## Biografía
Riley se convirtió en modelo después de que un amigo suyo la presentó a alguien en el negocio. Riley es una asidua participante de El show de Howard Stern.
Riley ha tenido relaciones sentimentales con el músico, Everlast, y con el jugador de béisbol, Derek Jeter.

## Premios web
- DanniGirl del mes  octubre de 2007[4]